# Cervello di Boltzmann

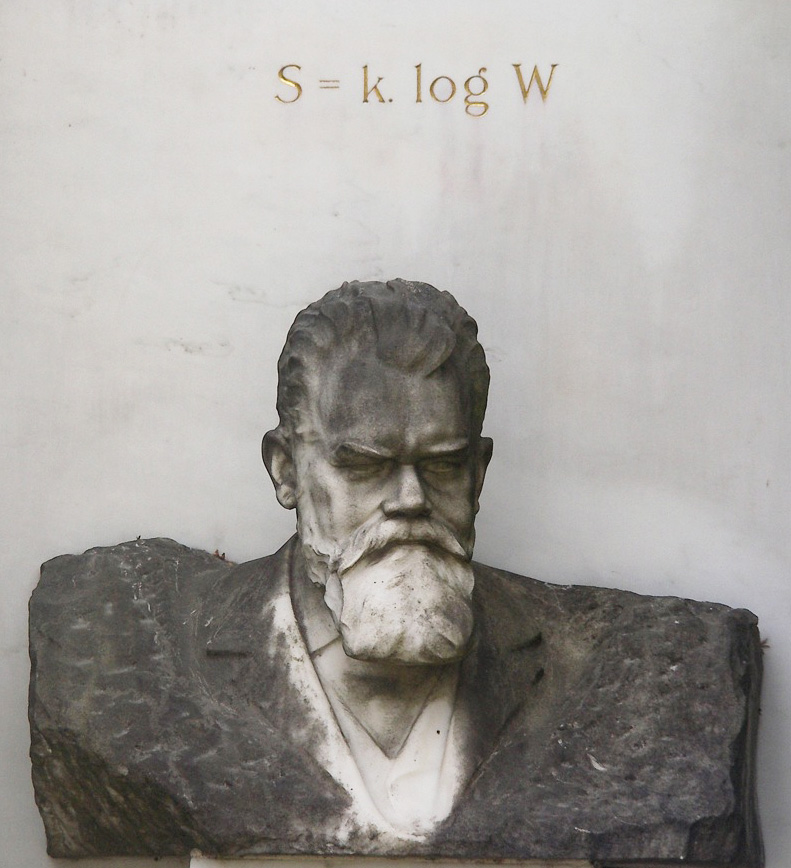
Busto di Ludwig Boltzmann, da cui l'idea ha ricevuto il nome.

Il cervello di Boltzmann è un'ipotetica entità consapevole di sé, nata a causa di fluttuazioni quantistiche da uno stato di caos.
L'idea ha ricevuto il nome del fisico Ludwig Boltzmann, secondo il quale l'universo è in uno stato molto improbabile di equilibrio ed è nato da una fluttuazione casuale, ovvero nello stesso modo in cui potrebbero sorgere i cervelli di Boltzmann, poiché solo quando ciò avviene casualmente il cervello può esistere per diventare consapevole dell'universo. L'ipotesi del cervello di Boltzmann viene considerata un paradosso.

## Paradosso del cervello di Boltzmann
I cervelli di Boltzmann sono spesso menzionati nel contesto del "paradosso" o del "problema del cervello di Boltzmann". Sono anche chiamati "bambini di Boltzmann".
Il concetto sorge dal bisogno di chiarire il perché osserviamo un alto grado di organizzazione nell'universo. Il secondo principio della termodinamica dichiara che l'entropia totale in un universo chiuso non diminuisce mai. Possiamo pensare che lo stato più probabile dell'universo sia quello a entropia alta, e dunque senza ordine. Allora perché l'entropia osservata è così bassa?
Boltzmann ha supposto che noi e il nostro mondo di entropia bassa siamo una fluttuazione casuale in un universo di entropia alta. Perfino quasi in stato di equilibrio, ci sarebbero fluttuazioni casuali nel livello di entropia. Le fluttuazioni più frequenti sarebbero relativamente piccole, rilasciando solo una quantità piccola dell'entropia, mentre le fluttuazioni più grandi, e di conseguenza livelli di organizzazione alti, sarebbero comparativamente più rare. Fluttuazioni grandi sarebbero quasi inconcepibilmente rare, ma possibili per le enormi dimensioni dell'universo e all'idea che siamo risultato di queste fluttuazioni, ci sarebbe un "effetto di selezione": osserviamo questo universo molto improbabile, perché abbiamo bisogno di condizioni improbabili per sorgere.
Il paradosso del cervello di Boltzmann è che qualunque osservatore sia molto più probabile che esista come cervello di Boltzmann (cervelli coscienti di sé con ricordi falsi, inclusi i nostri cervelli) piuttosto che come risultato dell'evoluzione.

## Universo di Boltzmann
Nel 1896, il matematico Ernst Zermelo propose una teoria secondo cui il secondo principio della termodinamica era assoluto piuttosto che statistico. Zermelo rafforzò la sua teoria sottolineando che il teorema della ricorrenza di Poincaré mostra che l'entropia statistica in un sistema chiuso alla fine deve essere una funzione periodica; pertanto, è improbabile che il secondo principio, che si osserva sempre aumentare l'entropia, sia statistico. Per contrastare l'argomento di Zermelo, il fisico austriaco Ludwig Boltzmann avanzò due teorie. La prima teoria, ora ritenuta quella corretta, è che l'Universo sia partito per qualche ragione sconosciuta in uno stato di bassa entropia. La seconda e alternativa teoria, pubblicata nel 1896 ma attribuita nel 1895 all'assistente di Boltzmann Ignaz Schütz, è lo scenario "universo di Boltzmann". In questo scenario, l'Universo trascorre la stragrande maggioranza dell'eternità in uno stato indifferenziato di morte termica; tuttavia, nel corso di periodi temporali sufficientemente prolungati, alla fine si verificherà una fluttuazione termica molto rara in cui gli atomi rimbalzano l'uno contro l'altro esattamente in modo da creare sottostrutture come il nostro intero universo osservabile. Boltzmann sostenne che, sebbene gran parte dell'Universo sia privo di caratteristiche, non vediamo quelle regioni perché sono prive di vita intelligente; per Boltzmann è irrilevante che consideriamo esclusivamente l'interno del nostro universo Boltzmann poiché è l'unico posto in cui vive la vita intelligente. Questo potrebbe essere il primo utilizzo nella scienza moderna del principio antropico.